# Chairóneia
Chairóneia (řecky Χαιρώνεια, latinsky Chaeronea) je vesnice v regionální jednotce Bojótie v kraji Střední Řecko. Má 556 obyvatel a nachází se 14 km severně od centra obce Livadie.

## Členění obecní jednotky
Obecní jednotka Chairóneia od roku 2011 zahrnuje 8 komunit, z nichž každou tvoří právě jedna vesnice. Jsou to Agios Vlasios (212), Akontio (127), Afthochorio (207), Vasilika (38), Thourio (127), Proselio (33), Profetio Ilia (82) a Chairóneia (556). V závorkách je uveden počet obyvatel komunit.

## Historie
První obyvatelé se zde usadili už v době prehistorické na místě nyní známém jako Magoula Balomenou (Μαγούλα Μπαλωμένου), jeho starší název byl Arne. Na konci 5. století př. n. l. patřila Chairóneia k jednomu z 11 okresů v Bojótii spolu s Acraephnium a Copia. Nejznámějším rodákem byl spisovatel a filozof Plútarchos, který ve svých spisech několikrát o svém rodišti píše.

## Bitvy
U Chairóneie proběhly v historii dvě bitvy. První roku 338 př. n. l. mezi Makedonií a Athénami. Druhá roku 86 př. n. l. mezi Římem a pontským královstvím.

### 338 př. n. l.
U tohoto městečka porazil v roce 338 př. n. l. makedonský král Filip II. spojená vojska řeckých městských států vedená Athéňany a Thébany. Během bitvy byla elitní jednotka thébských vojáků známá jako Svatý oddíl úplně zničena. Tím se makedonský král zmocnil řeckého území. Thébané postavili nad hrobem svých padlých vojáků sochu lva („Chaironéský lev“), která je 5,5 m vysoká. V roce 1818 byl tento pohřební monument objeven anglickým cestovatelem. Pomník byl opraven a instalován v roce 1902 v místě svého objevu. 

### 86 př. n. l.
Na témže bojišti porazil v roce 86 př. n. l. římský vojevůdce Sulla vojsko pontského krále Mithradata z Malé Asie. Už na jaře roku 87 př. n. l. přistál Sulla s pěti legiemi v Dyrrhachiu (dnešní Durrës). Asie byla v této době okupována Mithridatovým vojskem pod velením Archelaa a rovněž Řecko s výjimkou Makedonie stálo na straně pontského krále. Sulla si však silou svého vojska postupně podmanil města v řeckém Epeiru, Aitólií,Thesálii a hlavně Athény. Při svém pochodu na Makedonii narazil u obce Chairóneia na Archelaovu armádu. Bitva se vyvíjela střídavě ve prospěch obou stran; nakonec se Archeláos spolu s asi 10 000 muži zachránil útěkem, ale jeho ztráty dosahovaly mnohem vyšších čísel. Sulla byl poté svými vojáky pozdraven jako imperátor.